# Franck Madou
Franck Madou (*15. září 1987, Marcory, Pobřeží slonoviny) je fotbalista z Pobřeží slonoviny, v současné době hrající za švýcarský klub FC Wil 1900.

## Klubová kariéra
Narodil se ve městě Marcory a už po pár měsících po jeho narození se rodina stěhovala do Francie. Po mládežnických štacích v klubech AS Evry, CS Brétigny, FC Martigues svou profesionální kariéru začal v B-týmu Toulouse FC. Poté následovalo několik angažmá ve Švýcarsku, nejvýrazněji pak v klubu FC Biel-Bienne, kde za sezonu v 28 zápasech vstřelil 17 branek. Naposledy pak působil v Lausanne Sports. V létě 2010 si ho na testy pozvala pražská Slavia, na nichž uspěl a následně v klubu podepsal dvouletou smlouvu s roční opcí. Poté však neprošel zdravotními testy a jeho smlouva nevstoupila v platnost.
Poté hrál na Kypru (za APOP) a na Ukrajině za tým FK Zorja Luhansk.